# الجبل العليا (يريم)

تعديل مصدري - تعديل

الجبل العليا محلة تابعة لقرية الجبل السفلى، التابعة لعزلة بني عمر بمديرية يريم إحدى مديريات محافظة إب في الجمهورية اليمنية.، بلغ تعداد سكانها 277 حسب تعداد اليمن لعام 2004.